# Коницька різьба по дереву
Ко́ницька різьба́ (босн. Konjičko drvorezbarstvo / Коњичко дворезбарство) — це специфічна техніка різьблення по дереву, що практикується в муніципалітеті Конич у Боснії та Герцеговині.

## Історія
Різьба по дереву в Коничі — одно із старих ремесел, яке досі живе і процвітає. Вироби з дерева, виготовлені вручну, включають меблі, декор інтер'єру та декоративні елементи. Традиція цієї мистецької майстерності сягає 19 століття, знання і навички передавалися між поколіннями. Техніка різьблення з часом не змінювалась і вміло зберігалася. У маленькому містечку Конич багато жителів є носіями різьблення по дереву, головним чином для людей це хобі.
До австро-угорського панування в Боснії та Герцеговині майстерність різьблення по дереву поширювалась до верхньої течії річки Неретви (від Бієли до Грущі), фермерами-переселенцями, різьбярами по лісу з Герцеговини. Центром були села Груща, Рібарі, Чичево та Бієла. Різьбярі по дереву брали участь у міжнародних виставках.
 

## Нематеріальна спадщина
У 2017 році техніка різьби по дереву в Коничі включена до Репрезентативного списку нематеріальної культурної спадщини людства ЮНЕСКО.. Процес номінації різьби розпочався у 2014 році у співпраці з Федеральним міністерством культури і спорту та місцевою громадою в Коничі. Техніка відповідає критеріям:
- має давні корені, історію місцевої культури
- проявляти себе як засіб утвердження культурної самобутності народу, є джерелом натхнення і стимулу для міжкультурного обміну
- демонструє високу майстерність і техніку виконання;
- стверджує цінність як свідчення живої культурної традиції